# Sauvage (Film)
Sauvage (franz. für „wild“) ist ein Filmdrama von Camille Vidal-Naquet, das im Mai 2018 im Rahmen der Semaine de la Critique bei den Filmfestspielen von Cannes seine Premiere feierte.

## Handlung
Der 22-Jährige Léo lebt auf der Straße, raucht zu viel Crack und verdient sein Geld als Stricher. Sein Essen klaut er oder angelt es aus Mülltonnen, und er schläft im Wald, in Parks oder einfach auf der Straße. Meist verbringt er seinen Tag auf dem Straßenstrich von Straßburg, wo er Draga genannt wird. Der junge schwule Mann verliebt sich ein wenig in Ahd, einen maskulinen Stricher. Léo findet es nicht schlimm, seine Freier auch zu küssen. Ahd hingegen gibt sich ganz hetero. Als sich Léo nach einer Party mit anderen Jungs vom Straßenstrich zu Ahd ins Bett legt, lässt der es zu, dass sich sein neuer Schützling an ihn kuschelt, auch wenn er vorgibt, nicht schwul zu sein.
Als Léo mit ihm in einen Club geht, verschwindet Ahd mit seinem alten und neuen Gönner. Léo spricht einen noch viel älteren Mann an und schläft bei diesem in seinem Ehebett ein. Doch nicht alle Begegnungen mit Freiern laufen so gut. Als zwei junge Männer ihm während eines Sexdates einen riesigen Analplug einführen wollen, dies jedoch nicht gelingt, wollen sie ihn nicht bezahlen. Léo bittet Ahd um Hilfe, der ihm wieder einmal mit brutaler Gewalt sein Geld besorgt. Dennoch scheint Léo das Leben als Stricher und mit den Drogen nicht viel auszumachen. Bei einem Arztbesuch versteht Léo nicht, warum ihm die Ärztin einen Weg aufzeigen will, von den Drogen loszukommen. Sie hat bei ihm Tuberkulose diagnostiziert. Daher bleibt Léo bereits bei der kleinsten Anstrengung die Luft weg und daher auch seine Schmerzen in der Lunge und sein zunehmend heftiger werdender Husten.
Auf dem Straßenstrich taucht ein junger Mann auf, den Ahd einige Tage zuvor mit einer Flasche niedergeschlagen hat, weil dieser angeblich die Preise versaut. Léo hatte sich jedoch anschließend um den Verletzten gekümmert. Anders als Ahd ist der junge Mann wie Léo selbst schwul. Nun gehen sie gemeinsam tanzen und teilen sich einen Freier, den sie ausrauben.
Auf einer Eisenbahnbrücke wird Léo von einem Mann angesprochen, der sich als Claude vorstellt und den er dort schon des Öfteren gesehen hat. Er nimmt ihn mit nach Hause. Als Léo beim Ficken einen Hustenanfall bekommt und Blut speit, ist Claude sehr besorgt und bietet ihm ein Leben bei ihm an, doch Léo nennt ihn alt und hässlich und verlässt die Wohnung. Er will einfach nur Ahd wieder sehen und ihm seine Liebe gestehen. Der jedoch hat es sich mit seinem Gönner gemütlich gemacht, sagt Léo er habe es verdient geliebt zu werden und empfiehlt ihm, sich einen Alten zu suchen und aus seinem Leben zu verschwinden. Nach einer Nacht, in der seine Lunge besonders stark schmerzte, torkelt er auf der Straße und steigt in den Jaguar des Pianisten ein, vor dem ihn Ahd immer gewarnt hatte. Abends findet ihn Claude blutüberströmt und mit Schnitten am ganzen Körper auf der Eisenbahnbrücke.
Einige Zeit später sitzt Léo frisch frisiert und neu eingekleidet beim Arzt. Er nimmt keine Drogen mehr und wohnt nun bei Claude, der ihn liebevoll umsorgt. Der Arzt, der mit Claude befreundet ist, macht sich weniger Sorgen um Léo als um Claude, der ein wirklich guter Typ ist und seit seiner Beziehung mit dem jungen Stricher sichtlich aufblühte. Als er und Claude nach Kanada fliegen wollen, wo dieser eigentlich lebt, flieht Léo aus dem Flughafen, läuft in einen Wald, legt sich auf den Boden und schläft ein.

## Produktion
Regie führte Camille Vidal-Naquet, der auch das Drehbuch schrieb. Er recherchierte für seinen Film drei Jahre bei Pariser Sexarbeitern.
Der Film feierte im Mai 2018 im Rahmen der Semaine de la Critique bei dem Filmfestspielen von Cannes seine Premiere. Am 29. November 2018 kam er in die deutschen Kinos. Ein Kinostart in den USA erfolgte am 10. April 2019.

## Rezeption

### Altersfreigabe
In Deutschland erhielt der Film eine Freigabe ab 16 Jahren. In der Freigabebegründung heißt es: „Die Geschichte ist sensibel erzählt, behandelt aber auch Themen wie Gewalt, sexuelle Übergriffe und Drogenkonsum, teilweise in recht drastischen Bildern. Einzelne sexuelle Darstellungen sind explizit bebildert, wirken nicht selbstzweckhaft, da sie schlüssig in die Geschichte eingebettet sind. Jugendliche ab 16 Jahren sind in der Lage, diese Szenen in den Kontext der Geschichte einzuordnen und angemessen zu verarbeiten. Insbesondere werden Demütigungen und Gewalt nicht mit Homosexualität an sich gleichgesetzt, sondern sind an das Milieu der Straßenprostitution gekoppelt. Zuschauer ab 16 Jahren können diese Differenzierung erkennen, zumal es auch zärtliche und einfühlsame Momente zwischen den Männern gibt.“

### Kritiken
Der Film stieß bislang auf die Zustimmung von 93 Prozent aller Kritiker bei Rotten Tomatoes und erreichte hierbei eine durchschnittliche Bewertung von 7,8 der möglichen 10 Punkte.
Knut Elstermann von MDR Kultur erklärt, der Film beschönige keineswegs die Brutalität der Prostitution, zeige aber mit Léo einen Menschen, der Sehnsucht nach Wärme und Geborgenheit empfindet, die er bei seinen Freiern nicht finden kann. Hauptdarsteller Félix Maritaud habe sich mit seiner intensiven, rückhaltlosen Leistung ganz nach oben gespielt, so Elstermann weiter: „Er ist nun sehr zu Recht einer der Shooting Stars des französischen Kinos – anrührend in seiner Verletzlichkeit, aber niemals sentimental, mit einer natürlichen, ungehemmten Körperlichkeit, in die sich die Härte des Geschäftes schonungslos eingeschrieben hat.“
Auch Christina Bylow schreibt in der Berliner Zeitung, getragen werde diese stringent strukturierte Geschichte einer unglücklichen Liebe mit Maritaud von einem Schauspieler, der so begabt ist, dass man um ihn fürchten muss: "Maritaud hat das Gesicht eines misshandelten Engels, geschunden und unverwundbar, arglos und abgebrüht, verloren und gesegnet. Er weiß nicht, warum er etwas anderes tun sollte, als er tut. [...] Solche Figuren gibt es selbst im französischen Kino nur noch selten."
Nadine Lange schreibt im Tagesspiegel, Sauvage stehe in der Tradition französischer Stricherfilme wie Patrice Chéreaus Der verführte Mann von 1983 oder André Téchinés Ich küsse nicht von 1991. Allerdings erinnere Camille Vidal-Naquets Werk mehr an die genau beobachteten Sozialdramen der belgischen Brüder Dardenne, so Lange. Wie bei ihnen sei die Handkamera von Jacques Girault stets dicht bei der Hauptfigur, was zu einer großen Intimität und Körperlichkeit führe, aber niemals voyeuristisch wirke: „Léos mit vielen Tattoos verzierte Haut, seine immer fettiger werdenden Haare, seine oft scheu blickenden Augen sind bald so vertraut wie die eines Freundes. Deshalb ist es auch schmerzhaft, dabei zuzusehen, wie sich die Situation des jungen Mannes in den wenigen Sommerwochen, die Sauvage umfasst, kontiniuierlich verschlechtert.“
Sascha Westphal von epd Film findet, Zärtlichkeit stehe keineswegs im Widerspruch zu der wilden Seite von Léos Existenz, der Vidal-Naquets Spielfilmdebüt seinen Titel verdankt. Das Leben eines jungen Strichers, der die Straße einem geordneten Dasein vorzieht, kenne letzten Endes gar keine Widersprüche, sondern ergebe sich ganz dem Moment, so Westphal weiter. Der Film sei kein Sozialdrama, das einem geneigten Publikum die Härten des Lebens der Stricher vor Augen führt, auch wenn der oftmals dokumentarische Stil durch Jacques Giraults auf größtmögliche Authentizität zielende Handkameraarbeit dies nahe lege.

### Auszeichnungen (Auswahl)
César 2019
- Nominierung als Bester Erstlingsfilm[9]

Chicago International Film Festival 2018
- Nominierung für den Gold Q-Hugo[10]

Internationale Filmfestspiele von Cannes 2018
- Auszeichnung mit dem Prix Fondation Louis Roederer de la Révélation (Félix Maritaud)
- Nominierung für den Kritikerpreis in der Semaine internationale de la critique (Camille Vidal-Naquet)
- Nominierung für die Caméra d’Or (Camille Vidal-Naquet)
- Nominierung für die Queer Palm (Camille Vidal-Naquet)

Jerusalem Film Festival
- Auszeichnung mit dem FIPRESCI Prize – International First Film (Camille Vidal-Naquet)

Prix Lumières 2019
- Nominierung als Bester Erstlingsfilm (Camille Vidal-Naquet)
- Auszeichnung als Bester Nachwuchsdarsteller (Félix Maritaud)[11][12]